# Концлагерь Омарска
Концентрационный лагерь Омарска (босн. Koncentracijski logor Omarska, хорв. Sabirni logor Omarska) находился под управлением Вооружённых сил Республики Сербской и так называемой Сербской демократической партии, захвативших власть в регионе. Лагерь располагался в старом железном руднике, рядом с небольшим городом Омарска около Приедора, на севере Боснии и Герцеговины. Был основан во время Приедорской бойни для хорватов, как для женщин, так и для мужчин. Использовался с первых месяцев боснийской войны в 1992 году, был одним из 677 сходных лагерей Боснии во время войны. Действовал до конца августа 1992 года. Условно именовался как «следственный изолятор» или «пункт сбора» для представителей несербской национальности, в то время как организация по защите прав человека Human Rights Watch классифицировала лагерь Омарска как концентрационный лагерь.
Среди заключённых женщин концлагеря были боснийка Нусрета Сивац и хорватка Ядранка Цигель, ставшие после освобождения активистками за права жертв изнасилований и других военных преступлений, и им отводят важную роль в признании изнасилования во время войны военным преступлением в рамках международного права.